# Boën
Der Boën ist ein Fluss in Frankreich, der in der Region Auvergne-Rhône-Alpes verläuft. Er entspringt im Bergland Monts de la Madeleine, im Gemeindegebiet von La Tuilière, wird in einem kleinen Stausee gesammelt, entwässert dann in einem Bogen von Südwest nach Südost und mündet nach rund 19 Kilometern im Gemeindegebiet von Saint-Just-en-Chevalet als linker Nebenfluss in die Aix. Auf seinem Weg durchquert der Boën das Département Loire und bildet im Oberlauf auf einer Länge von etwa drei Kilometern auch die Grenze zum benachbarten Département Allier.

## Orte am Fluss
- Vernassière, Gemeinde Saint-Priest-la-Prugne
- Blayot, Gemeinde La Tuilière
- La Tuilière
- Saint-Just-en-Chevalet

## Sehenswürdigkeiten
- Château de Contenson, Schloss aus dem 19. Jahrhundert im Mündungsabschnitt des Flusses – Monument historique[4]

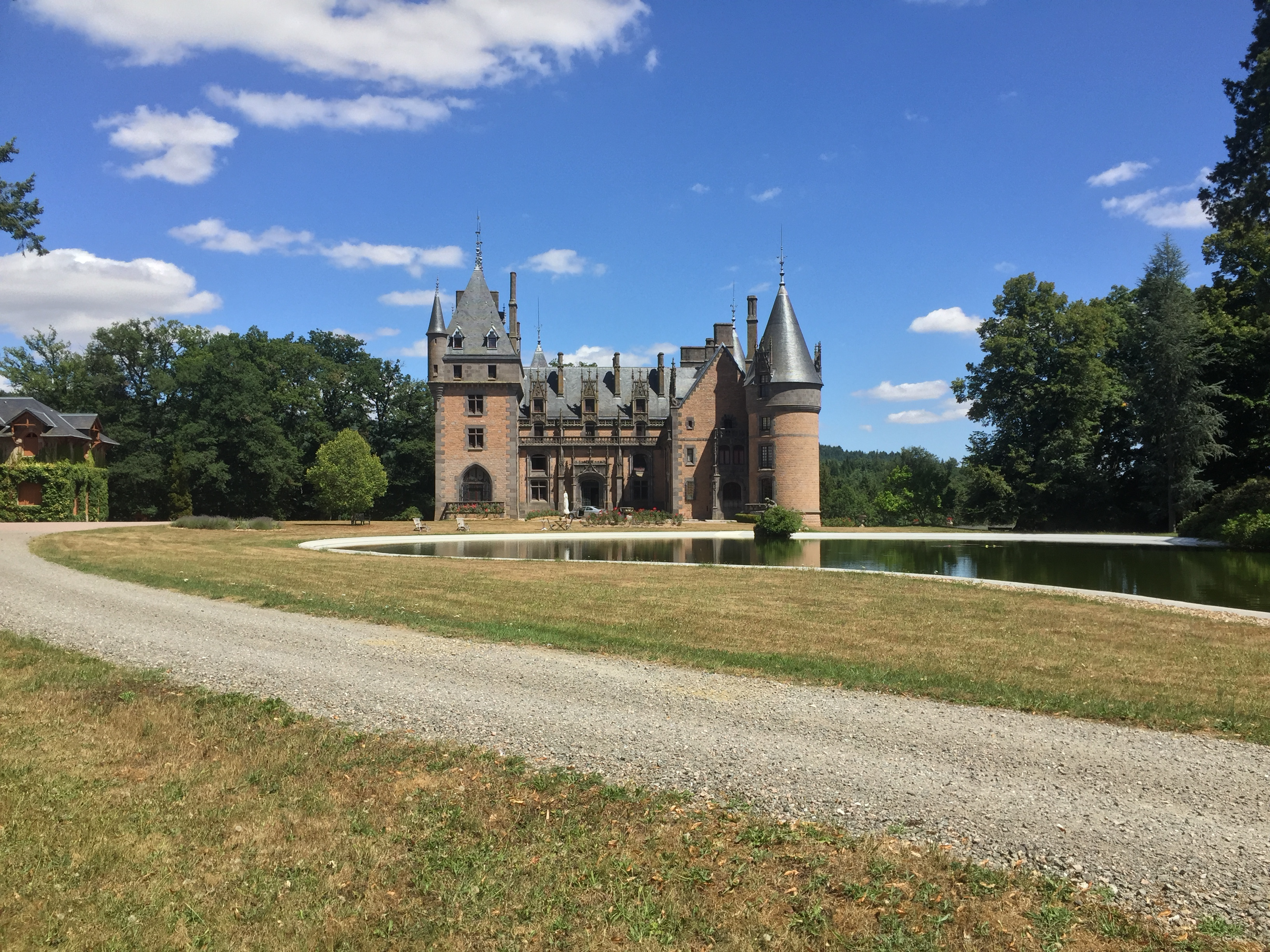
Château de Contenson